# 오노 요시후미
오노 요시후미(일본어: 大野 貴史, 1978년 5월 22일 ~ )는 일본의 전 축구 선수이다.

## 구단 경력
과거 콘사돌레 삿포로, 몬테디오 야마가타에서 활동하였다.